# Fernanda Lira
Fernanda Lira (São Paulo, 9 de setembro de 1989) é uma musicista, baixista e cantora brasileira.
É vocalista e baixista da banda brasileira de death metal Crypta.

## Biografia
Fernanda descobriu seu amor pela música muito cedo, sendo influenciada a tocar baixo com 13 anos de idade, por seu pai, também músico e baixista, e também por seu ídolo de infância: Steve Harris do Iron Maiden. Ela é uma musicista autodidata.
Antes de se dedicar à música, Fernanda cursou Jornalismo na Faculdade Cásper Líbero, em São Paulo e trabalhava como professora de inglês.
Entre 2012 e 2015, foi apresentadora do programa Heavy Nation, na Rádio UOL, ao lado do amigo Julio Feriato.

### Bandas
Entre 2011 e 2020 foi a vocalista e baixista da banda paulistana de thrash metal Nervosa. Com a banda, gravou três álbuns de estúdio e participou dos maiores festivais mundiais, como Rock in Rio, Brutal Assault e Obscene Extreme. Ao longo de 10 anos, dividiu o palco com nomes como Exodus, Exciter, Kreator, DRI e outros do primeiro escalão da música pesada.
Em 25 de abril de 2020, após desgastes na relação profissional, saiu da Nervosa e no mês seguinte, em 20 de maio, anunciou sua nova banda, Crypta, com a também ex-integrante Luana Dametto.
A banda gravou seu primeiro trabalho no estúdio Family Mob, de Jean Dolabella (Ego Kill Talent, ex-Sepultura) e Estevam Romera (também fotógrafo). O álbum de estreia, chamado Echoes of the Soul, foi lançado no dia 11 de junho de 2021.
Em agosto de 2022, participa da gravação do DVD Vera Cruz de Edu Falaschi.
Em 2023, participou do álbum do Angra Cycles of Pain.
Em 2025, lança o show “Remembering Amy”, no qual realiza um tributo para a cantora inglesa Amy Winehouse.

## Discografia

### Hellgard
- Rise of a Kingdom (Demo, 2009)

### HellArise
- Human Disgrace (Demo, 2010)

### Nervosa
- Time of Death (EP, 2012)
- Victim of Yourself (Álbum, 2014)
- Agony (Álbum, 2016)
- Downfall of Mankind (Álbum, 2018)

### Crypta
- Echoes of the Soul (Álbum, 2021)
- Shades of Sorrow (Álbum, 2023)

## Videoclipes

### Nervosa
- Masked Betrayer (2012)
- Death (2014)
- Into Moshpit (2015)
- Hostages (2016)
- Kill the Silence (2018)
- Raise Your Fist (2019)

### Crypta
- From The Ashes (2021)
- Starvation (2021)
- Dark Night of the Soul (2021)
- I Resign (2022)
- Lord of Ruins (2023)
- Trial of Traitors (2023)
- The Other Side of Anger (2023)